# 拉羅·西夫林
鮑里斯·克勞狄奧·「拉羅」·西夫林（英語：Boris Claudio "Lalo" Schifrin，1932年6月21日—2025年6月26日），阿根廷裔美國男音樂家、作曲家、編曲和指揮家。他將爵士樂和拉丁美洲音樂元素與傳統管弦樂相結合，自1950年代以來，憑藉大量的電影和電視配樂而聞名。曾五次獲得格萊美獎，並曾提名六項奧斯卡獎和四項艾美獎。
西夫林最著名的作品包括〈虎膽妙算主題曲〉，以及電影《铁窗喋血》（1967年）、《警網鐵金剛》（1968年）、《五百年後》（1971年）、（1973年）、《生死劍俠》（1974年）、《苦海餘生》（1976年）、《靈異鬼現》（1979年）以及《尖峰時刻》三部曲（1998年至2007年）的配樂。西夫林還因1960年代後期至1980年代與克林·伊斯威特的合作而聞名，如《骯髒哈利》系列電影。
2016年，他的〈虎膽妙算主題曲〉入選格萊美名人堂。2019年贏得奥斯卡荣誉奖，「以表彰他獨特的音樂風格、作曲的完整性以及對電影配樂藝術的影響力貢獻」。
2025年6月26日，在剛度過其生日後不久，拉羅·西夫林因肺炎併發症於洛杉磯的醫院病逝，享耆壽93歲。

## 外部連結
- 拉羅·西夫林在互联网电影资料库（IMDb）上的資料（英文）